# 氟磺酰基叠氮化物
氟磺酰基叠氮化物是一种无机化合物，化学式为FN
3O
2S，它是硫酸的衍生物。它可用作叠氮基的转移试剂。

## 合成与反应
氟磺酰基叠氮化物可由F2S2O5和叠氮化钠在硝基甲烷或环丁砜中反应制得。
它可以通过点击反应将伯胺转化为叠氮化物。